# Orthosiphon parvifolius
Orthosiphon parvifolius là một loài thực vật có hoa trong họ Hoa môi. Loài này được Vatke mô tả khoa học đầu tiên năm 1881.